# 조남호 (기업인)
조남호(趙南鎬, 1951년 2월 12일(음력 1월 7일) ~ )는 한진중공업의 회장을 맡고 있었지만 현재는 퇴임한 대한민국의 기업인이다. 본관은 양주.

## 생애
아버지는 한진그룹 고 (故)조중훈 전 회장이다. 형은 고 (故) 조양호 전 한진그룹 회장이다
1969년 경복고등학교, 1972년 고려대학교 경영학과를 각각 졸업했다. 1990년 연세대학교 경영대학원 최고경영자과정을, 1992년 고려대학교 대학원 최고국제관리과정을 각각 수료했다.
1971년에 대한항공에 입사했으며, 1989년에는 한일레저 사장, 1993년에는 한일개발(한진건설의 전신) 사장이 됐다.
1999년 한진건설이 한진중공업에 흡수합병됨에 따라 한진중공업 대표이사 부회장이 됐다. 2003년 한진중공업 회장에 취임했으며, 2007년부터는 한진중공업홀딩스 회장직을 맡고 있다.

## 논란
2011년 한진중공업의 대규모 정리해고로 인해 논란이 일자 국회에서는 조남호 회장의 출석을 요청하였으나, 해외 출장을 이유로 출석하지 않았다.
같은 해 8월 18일에는 국회 청문회에 참고인 자격으로 출석해 한진중공업 사태에 관한 입장을 밝혔다.

## 수상
- 1995년 은탑산업훈장
- 2008년 필리핀 대통령훈장
- 2010년 올해의 고대 경영인상

## 가족 관계
- 조부 : 조명희
- 조모 : 태천즙
- 아버지 : 조중훈 (1920년 3월 30일 ~ 2002년 11월 17일)
- 어머니 : 김정일 (1923년 9월 8일 ~ 2016년 12월 15일)
  - 누나 조현숙 (1944년 1월 ~ )
  - 형 : 조양호 (1949년 3월 8일 ~ 2019년 4월 8일)
  - 형수 : 이명희 (1949년 12월 19일 ~ )
    - 조카 : 조현아 (1974년 10월 5일 ~ )
    - 조카 : 조원태 (1976년 1월 25일 ~ )
    - 조카 : 에밀리 리 조 (1983년 8월 31일 ~ )

  - 동생 : 조수호 (1954년 6월 21일 ~ 2006년 11월 26일)
  - 제수 : 최은영 (1962년 5월 3일 ~ ) 롯데그룹 신격호 회장[2]의 여동생 동화면세점 사장 신정숙의 딸
  - 동생 : 조정호 (1958년 10월 5일 ~ )
- 숙부 : 조중건

## 같이 보기
- 한진중공업 파업 사태